# يوجين إم. غرانت
يوجين إم. غرانت (بالإنجليزية: Eugene M. Grant)‏ هو شخصية أعمال أمريكي، ولد في 17 يوليو 1918 في نيويورك في الولايات المتحدة، وتوفي في 3 أبريل 2018 في مقاطعة ويستتشستر في الولايات المتحدة بسبب مرض.